# Yves-Daniel Crouzet
 (juillet 2011).
Si vous disposez d'ouvrages ou d'articles de référence ou si vous connaissez des sites web de qualité traitant du thème abordé ici, merci de compléter l'article en donnant les références utiles à sa vérifiabilité et en les liant à la section « Notes et références ».
Pour les articles homonymes, voir Crouzet.
Yves-Daniel Crouzet, de son vrai nom Yves Crouzet, est un écrivain français né à Saint-Étienne en 1963.

## Biographie
Yves-Daniel Crouzet a exercé divers métiers dans le domaine du développement, de la formation professionnelle et des finances publiques en Guyane, en Afrique et aux Antilles.
Il est l'auteur de nouvelles et de plusieurs romans dans les genres policier, fantastique et comédie sentimentale. 
Il vit actuellement en région parisienne.

## Œuvre

### Romans
- Les Fantômes du Panassa : éditions Les Nouveaux Auteurs - juin 2009. Coup de Cœur du Jury du Prix du roman de l'été Femme Actuelle 2009.
- Triades sur Seine : Éditions Ex Æquo - mars 2013
- Les couleurs de l'amour : City Editions - octobre 2019

### Recueils
- Mortelles attractions : éditions Les Nouveaux Auteurs - octobre 2010 - éditions L'ivre-Book - décembre 2015
- La Plus Grande Ruse du Diable et autres récits fantastiques : éditions Dreampress.com - février 2014
- Sous l'aile de l'ange : Rivière Blanche éditeur - avril 2025

### Nouvelles
- Le Grand Moudzou : Notes de Merveille no 7 - septembre 2006 ; Outre-Monde no 7 - septembre 2008 ; reprise In recueil Sous l'aile de l'ange : Rivière Blanche éditeur - avril 2025
- Cat people : Black Mamba no 6 - janvier 2007 ; reprise In recueil La Plus Grande Ruse du Diable et autres récits fantastiques : éditions Dreampress.com - février 2014
- Pandy Panda : Éclats de rêves no 13 - septembre 2007 ; reprise In recueil La Plus Grande Ruse du Diable et autres récits fantastiques : éditions Dreampress.com - février 2014
- La Plus Grande Ruse du Diable : Reflets d'Ombres no 12 - octobre 2007 ; reprise In recueil La Plus Grande Ruse du Diable et autres récits fantastiques : éditions Dreampress.com - février 2014
- L'Abomination des étoiles : Outre-Monde Hors Série no 2 - décembre 2007 ; reprise modifiée sous le titre La compassion de Cthulhu : éditions L'Ivre-Book - février 2014 ; reprise In recueil Sous l'aile de l'ange : Rivière Blanche éditeur - avril 2025
- L'Échine du monde : AOC Club présences d'esprits no 8 - janvier 2008 ; Brins d’Éternité no 18 - hiver 2008 ; reprise In Anthologie Contes du monde : éditions du Riez - automne 2011
- Sur la route : Black Mamba no 9 - janvier 2008 ; reprise In recueil La Plus Grande Ruse du Diable et autres récits fantastiques : éditions Dreampress.com - février 2014
- Un numéro introuvable : Alibis no 26 - printemps 2008 ; reprise In recueil Mortelles attractions : éditions Les Nouveaux Auteurs - octobre 2010
- Le Disciple : PhenixMag « spécial chutes » - juin 2008
- Le Retour de mamie Framboise : Lunatique no 81 - décembre 2008 ; reprise In recueil La Plus Grande Ruse du Diable et autres récits fantastiques : éditions Dreampress.com - février 2014
- Intrusion : Horrifique no 63 - janvier 2009 ; reprise In recueil Sous l'aile de l'ange : Rivière Blanche éditeur - avril 2025
- Le Prédateur : Ananke no 2 – mai 2009 ; reprise In recueil Mortelles attractions : éditions Les Nouveaux Auteurs - octobre 2010
- Écho : Ananke no 2 – mai 2009 ; reprise In recueil La Plus Grande Ruse du Diable et autres récits fantastiques : éditions Dreampress.com - février 2014
- Le Pigeon : Outre-Monde no 8 – juin 2009 ; reprise In recueil La Plus Grande Ruse du Diable et autres récits fantastiques : éditions Dreampress.com - février 2014
- Un plan presque parfait : Black Mamba no 15 – août 2009 ; Nocturne no 16 – printemps 2010 ; reprise In recueil Mortelles attractions : éditions Les Nouveaux Auteurs - octobre 2010
- Le Réveil : Horrifique no 64 – juillet 2009 ; reprise In Anthologie Ténèbres 2008 : éditions Dreampress.com – décembre 2009 ; reprise In Reflets d'Ombres no 22 – septembre 2010
- Best seller : Alibis no 34 – printemps 2010
- Le Démiurge : Nocturne no 17 – été 2010 ; reprise In Géante Rouge no 21 - 2013
- Ils (Nouvelle parue sous le titre Le Réveil) - Borderline no 17 - octobre 2010 ; reprise In Anthologie Morts Dents Lames : éditions La Madolière - décembre 2012 ; reprise In recueil Sous l'aile de l'ange : Rivière Blanche éditeur - avril 2025
- Sous l'aile de l'ange : Anthologie Afrique-s : éditions Parchemins & Traverses - janvier 2011 ; reprise In recueil Sous l'aile de l'ange : Rivière Blanche éditeur - avril 2025
- Nouveau départ : Lunatique no 82 – avril 2011
- L'Ombre sur le palier : Anthologie Ténèbres 2011 : éditions Dreampress.com – juin 2011 ; reprise In recueil Sous l'aile de l'ange : Rivière Blanche éditeur - avril 2025
- Scène de crime : Solaris no 179 - été 2011 ; reprise In recueil La Plus Grande Ruse du Diable et autres récits fantastiques : éditions Dreampress.com - février 2014
- Petite chose avide : Anthologie Malpertuis III : éditions Malpertuis - décembre 2011 ; reprise In recueil Sous l'aile de l'ange : Rivière Blanche éditeur - avril 2025
- Une mère envahissante : Nocturne hors-série no 2 – Hiver 2011-2012 ; reprise In recueil La Plus Grande Ruse du Diable et autres récits fantastiques : éditions Dreampress.com - février 2014
- N'Djé : Anthologie Histoires d'amour : éditions Sombres Rets - mars 2012 ; reprise In recueil Sous l'aile de l'ange : Rivière Blanche éditeur - avril 2025
- La Victime et son bourreau : Alibis no 42 - printemps 2012
- Amy, né de l'homme et de la femme : Anthologie Monde de la nuit : éditions Sombres Rets - février 2013 ; reprise In recueil Sous l'aile de l'ange : Rivière Blanche éditeur - avril 2025
- Le Rêveur aux pieds d'argile : La Salamandre No 17 - printemps 2013
- Mauvais Choix : Lanfeust Mag no 166 - juillet-août 2013 ; reprise In recueil La Plus Grande Ruse du Diable et autres récits fantastiques : éditions Dreampress.com - février 2014 sous le titre La transmigration de Charles Edberg
- Je répare tout : Brins d'éternité No 37 - février 2014 ; Galaxies Science-Fiction No 34 - mars 2015
- Invasion en jaune : AOC Club présences d'esprits No 31 - Hiver 2014
- L'Hôte : Anthologie Étranges Voyages : éditions Sombres Rets - avril 2014
- Papillonite : Anthologie Ténèbres 2014 : éditions Dreampress.com - juin 2014 ; reprise In recueil Sous l'aile de l'ange : Rivière Blanche éditeur - avril 2025
- Petite sirène : Alibis No 54 - printemps 2015
- La Tache : éditions Dreampress.com - juin 2015 ; reprise In recueil Sous l'aile de l'ange : Rivière Blanche éditeur - avril 2025
- Le Chant de la harpie le soir au fond des bois : Anthologie Malpertuis VI - éditions Malpertuis - juin 2015 ; reprise In recueil Sous l'aile de l'ange : Rivière Blanche éditeur - avril 2025
- Colonisation : AAARG! No 11 - octobre 2015
- Big Game : Solaris No 197 - Hiver 2016
- Le Congrès d'astronomie : Lanfeust Mag No 194 - février 2016
- Ils sont arrivés dans le soleil : Alibis N°59 - été 2016
- Des krakens et des hommes : Solaris N° 230 - Printemps 2024
- La Ritournelle : Dragon & Microchips N°3 - mai 2024
- Le Visiteur du soir  : Brins d'éternité N° 62 - septembre 2024
- Le Village : Anthologie Malpertuis XV - éditions Malpertuis - octobre 2024
- Un après-midi à la plage : AOC club présences d'esprits N° 76 - Printemps 2025
- Art Moderne : Anthologie Plus dure sera la chute ! éditions Black Rabbit - mai 2025

### Anthologies
- Moisson d'épouvante Vol 1 : vingt récits inédits de fantastique et de terreur : éditions Dreampress.com - octobre 2014
- Moisson d'épouvante Vol 2 : dix-huit récits inédits de fantastique et de terreur : éditions Dreampress.com - octobre 2015
- Moisson d'épouvante Vol 3 : dix-sept récits inédits de fantastique et de terreur : éditions Dreampress.com - octobre 2016
- Les Yeux du tueur : six nouvelles noires et policières : éditions L'ivre-Book - mai 2017

## Prix
Yves-Daniel Crouzet a obtenu le prix du jury du roman de l’été Femme Actuelle en 2009 pour son roman Les Fantômes du Panassa.